# Kuchipudi
La danza Kuchipudi, originaria dell'Andhra Pradesh, in India Meridionale, è considerata una danza classica. "Kuchipudi" o "Kuchelapuram" è anche il nome dell'omonimo villaggio sito nel distretto di Krishna che si affaccia sul Golfo del Bengala, dove, da generazioni, i detentori di questa forma d'arte vivono assieme alle loro famiglie.

## Storia
Come le altre danze classiche indiane, anche la danza kuchipudi fonda le sue origini nel Natyashastra. Alcuni versi del trattato indicano che all'epoca prevalevano quattro tipi di danza, tra i quali "dakshintya" o stile del sud, sembra essere l'antesignana dell'attuale Kuchipudi. A ciò si aggiungono testimonianze storiche sulla fioritura delle arti performative risalenti alla dinastia Shatavahana, che regnò nel sud dell'India nel II sec. a.C. Nel corso dei secoli poiché le esibizioni erano di natura vishnuita, ovvero erano dedicate al Dio Visnù e alle sue incarnazioni - tra le quali la più amata e popolare è quella di Krishna - questa forma d'arte prese il nome di "Bhagavata Mela Natakam". Fu solo tra il XIV e il XV secolo, con Siddhendra Yogi, che lo stile cominciò ad essere chiamato con lo stesso nome dell'omonimo villaggio. La tradizione narra che fin da tempi immemorabili, difficilmente databili, esistevano due forme di danza: "Nattuva Mela" e "Natya Mela". La prima è evoluta nello stile di danza oggi conosciuto come Bharatanatyam, la seconda invece nel Kuchipudi. Le differenze più evidenti sono nell'abhinaya che nel Kuchipudi tende a essere più naturale e spontanea, mentre nel Bharatanatyam è più stilizzata e ogni parola viene interpretata dai mudrā.

## Stile
La tecnica della danza Kuchipudi è vivace e scintillante, contraddistinta da una notevole fluidità nel movimento del busto e delle braccia, in contrasto con rapidi e secchi movimenti dei piedi. Con la danza Bharatanatyam condivide diverse caratteristiche, come l'accompagnamento musicale che è in stile carnatico e alcuni brani tipici del repertorio di Bharatanatyam che in tempi recenti sono entrati a far parte anche di quello Kuchipudi: il “jathiswaram” e la “tillana”. Altri brani, come il “tarangam” che include una parte dove la danzatrice si esibisce, muovendosi su un vassoio d'ottone (e spesso anche con una brocca piena d'acqua in testa) sono peculiari del Kuchipudi. 
I brani musicali nello stile Kuchipudi sono mimati con espressioni del volto allettanti, rapide occhiate e fugaci stati emotivi che evocano il rasa.

## Personaggi
Molto popolare, tra i personaggi tradizionali, è Satyabhama, l'orgogliosa regina del Signore Krishna, protagonista della famosa opera “Bhamakalapam”. Nel corso dell'opera passa attraverso diversi stati amorosi. Dopo la separazione dal suo sposo rammenta, struggente, i giorni felici trascorsi insieme. Alla fine, dopo avergli mandato una lettera, i due si riuniscono e l'opera si termina con una puja finale. 
Un altro “classico” del repertorio Kuchipudi è il “Krishna Shabdam”, dove una giovane mungitrice invita Krishna a un incontro con lei nei modi più svariati, dando la possibilità alla danzatrice di manifestare tutto il fascino femminile. A questo proposito è indicativo il fatto che fino all'inizio del XX secolo, solo gli uomini danzassero all'interno di queste comunità di artisti, a differenza delle comunità delle Devadasi (le danzatrici del “dasi attam” che poi assunse il nome di Bharatanatyam) e delle Mahari dello stile Odissi che erano sempre solo donne. Gli uomini erano diventati talmente bravi nell'interpretare i ruoli femminili che non di rado sfidavano le danzatrici delle altre comunità in vere e proprie competizioni. Oggi invece le maggiori interpreti di questa forma d'arte sono soprattutto donne.
Uno dei maggiori maestri dei nostri tempi, recentemente scomparso, è stato Vempati Chinna Satyam, fondatore a Chennai della “Kuchipudi Art Academy” nel 1963.